# Hola a Todo el Mundo
Hola a Todo el Mundo (en adelante HATEM) es un grupo de música de estilo folk, pop y alternativo que surge en Madrid, España, en la primavera de 2006.

## Historia
Tomando prestado el título de un poema de Walt Whitman como nombre de la banda, Hola a todo el mundo nace en la primavera del año 2006. En el año 2007 graban su primera maqueta en los estudios Heatroom de Madrid. Un año más tarde debutan en la Sala Sol como teloneros del grupo sueco Club 8. Con tan sólo tres canciones en Myspace, “Jenn believes everyone has a…”, “Run run zebra run run”, “In two shakes of donkey's”, su sonido levanta tal expectación que les lleva a participar en el Wintercase 2008, e incluso en el Primavera Sound del año siguiente. Finalmente y recurriendo a la autoedición, sale a la luz "Hola a Todo el Mundo" (HATEM Prayer Team, 2010).
En abril de 2009 fueron elegidos por la revista Mondo Sonoro como una de las tres mejores bandas madrileñas debutantes. Ese mismo año fueron galardonados por los premios Pop-Eye 2009 como “mejor grupo Folk del año”.
Desde noviembre de 2009, Hola a todo el mundo cuentan con oficina propia, Producciones Disonantes, con quien han cerrado acuerdos de representación, contratación y producción de conciertos.
El 8 de marzo de 2010 sale a la venta su primer disco, producido por Luca Petricca en Reno Studios de Madrid, autoeditado en su propio sello, HATEM Prayer Team, y distribuido por Popstock.
En mayo de 2011 publican un EP, Estela Castiza, formado por 8 canciones, esta vez en español (su primer LP era en inglés), rozando lo experimental pero sin perder su esencia.
En octubre de 2012 publican su disco Ultraviolet Catastrophe.

## Influencias
Hola a todo el mundo ha conseguido convertirse, en poco tiempo, en uno de los grupos de referencia del indie español. En lo musical; sus canciones se acercan al mundo folk, con mucha mezcla de instrumentos de cuerda y percusión. Hay mucha influencia del folk americano en distinto formato: moderno, más antiguo o más country. También se aprecian influencias como la de Beirut de toque balcánico, hasta el rock progresivo o canciones con sonido de los noventa.
Mezclan consiguiendo un estilo propio; con referencias tan dispares como el pop de Devendra Banhart, con la electrónica de Animal Collective. Van de la grandiosidad rock de Arcade Fire al intimismo folk de Vetiver (teloneros en junio de 2008 en su gira por Portugal). 
Arreglos de violín, banjo, piano, guitarras, acordeón, sintetizadores y samplers. Folk anglosajón al más puro estilo The Incredible String Band o Fairport Convention antes, y Akron / Family o Fleet Foxes ahora. Arreglos a doce manos de violines, banjos, guitarras, xilófonos, panderetas, acordeones, ukeleles, pianos, baterías y panderos.

## Puesta en escena
Ukeleles, banyos y violines entre camisas de cuadros y estampados floreados. Un 'look vintage', un nombre en castellano y canciones en inglés. Hola A Todo El Mundo (H.A.T.E.M.) es un sexteto de aire folk que se ha convertido, junto a Russian Red, en una de las últimas sensaciones de la escena madrileña.
Antes de cada concierto se colocan en círculo en el escenario y entonan una especie de "canto a la amistad", inspirado en las influencias del grupo que quizás se notan menos, la de "las antiguas canciones espirituales a capela y cantos de trabajo americanos", según el grupo.
Además "La combinación de instrumentos da mucho juego en el escenario", afirman. De hecho, alguno de ellos pasa de una mano a otra en los conciertos. "Queda muy vistoso y le da alegría. Y el hecho de que en el grupo haya chicos y chicas también le da su gracia", acota Ari.
También poseen una bandera propia como símbolo del grupo, la cual fue cosida a mano por la madre de Ari [cantante]. “Nos gusta tener nuestra propia iconografía y esto es un buen símbolo, toda comunidad necesita sus elementos definitorios”, afirman.

## Disolución del grupo
El 19 de mayo de 2017 y tras 10 años en activo, Hola A Todo El Mundo anuncia su disolución a través de un comunicado de Joshua Díaz, batería de la banda, realizado a través de Facebook. 

## Componentes
- Juan Manuel Ruiz Arjonilla "Ari": guitarra, voz, mandolina, ukelele, wurlitzer, sintetizador, percusión.
- Ana Molina “Cheryl”: acordeón, piano, percusión, coros.
- Álvaro Sanjuán del Castillo: banjo, bajo, guitarra, percusión, coros.
- Joshua Díaz Martínez: batería, percusión, coros.

## Discografía

### Álbum
- Hola A Todo El Mundo (2010)
- Estela Castiza (2011)
- Ultraviolet Catastrophe (2012)
- Away (2016)

## Proyección
Han actuado en los festivales nacionales más importantes, como el Wintercase, el Festival de Otoño, el Primavera Sound, el Low Cost Festival, el Contempopranea o el Sonorama.
Tras recibir el  Premio de la Música independiente al mejor álbum pop de 2010 por su primer disco homónimo, y el Premio Pop Eye 2011 por su EP Estela Castiza, han sido nominados este año 2011 al premio Grupo Emergente de la revista Rolling Stone.